# Zarqa Nawaz

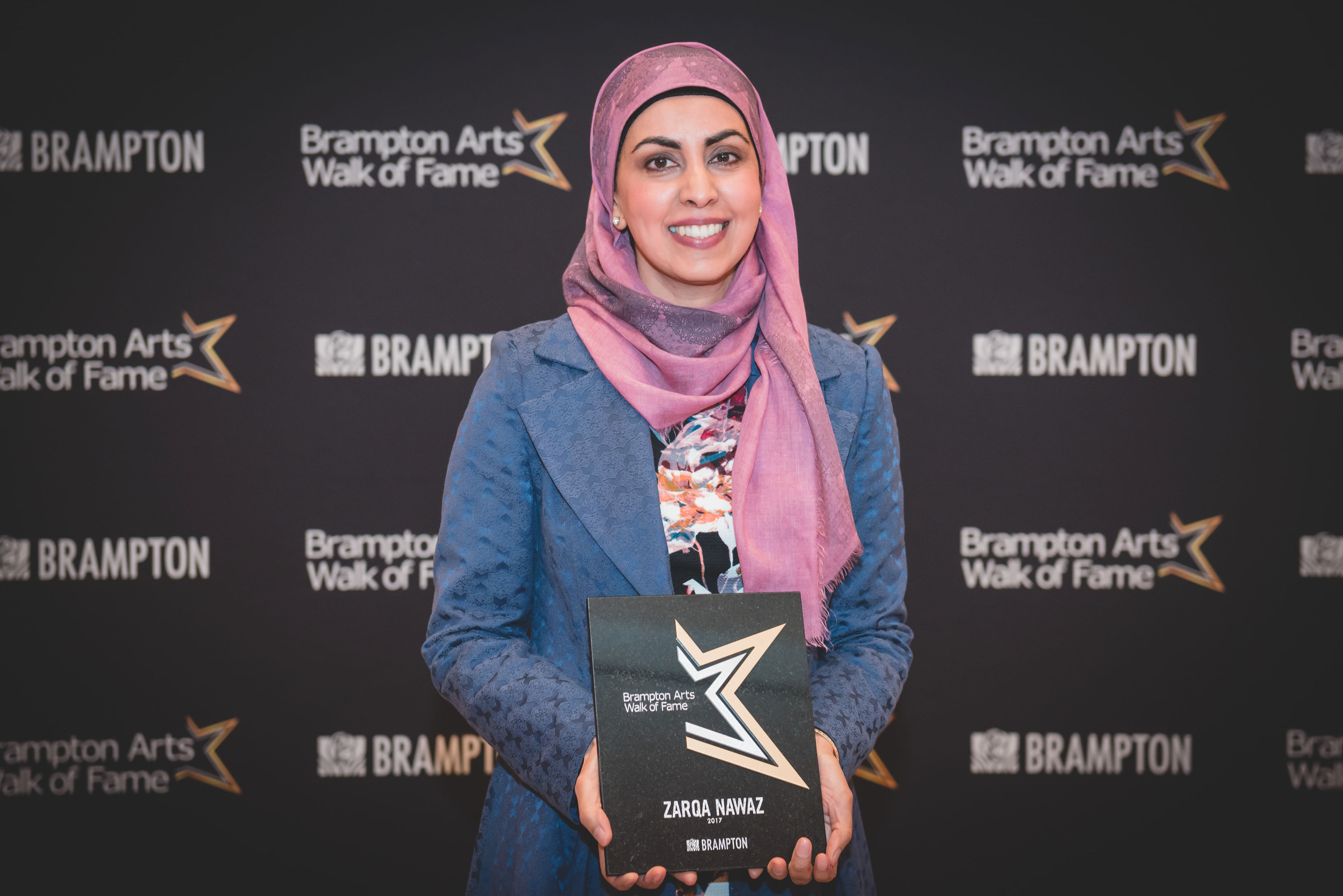
Zarqa Nawaz

Zarqa Nawaz (* 1968 in Liverpool, England) ist eine kanadische Staatsbürgerin pakistanischer Herkunft und wuchs im Großraum Toronto auf. Sie ist freischaffende Autorin, Journalistin, Rundfunksprecherin und Filmschaffende und lebt in Regina. Sie ist Mutter von vier Kindern.

## Kurzfilme
- BBQ Muslims (1995) - Zwei muslimische Brüder werden des Terrorismus angeklagt, nachdem ihr Barbecue in ihrem Hinterhof explodiert ist.
- Death Threat (1998) - Eine junge Romanautorin behauptet eine Morddrohung erhalten zu haben, damit ihr Buch veröffentlicht wird.
- Random Check (2005) - Ein junger Mann, verspätet sich für seine Hochzeit und wendet sich an die Medien, nachdem er auf dem Flughafen aufgrund eines Rassenprofils verhaftet wurde.
- Fred's Burqa (2005) - Eine gestohlene Burka führt zu Missverständnissen, einem Karrierewechsel und der wahren Liebe.

## Drehbücher
- Real Terrorists Don't Bellydance (2003) - Ein sich abmühender Schauspieler übernimmt irrtümlich die Rolle eines stereotypen muslimischen Terroristen, sehr zum Verdruss einer Verlobten.

## Spielfilme
- Me and the Mosque (2005) - Dokumentarfilm über die Rolle von Frauen im Islam.[2]

## Fernsehserie
- Unsere kleine Moschee (Little Mosque on the Prairie, 2007 – heute) - Eine Comedy-Serie über die Beziehungen zwischen Muslimen und Nicht-Muslimen in einer Kleinstadt in der kanadischen Provinz Saskatchewan.